# Riz Ahmed
Riz Ahmed (* 1. prosince 1982, Londýn, Anglie, Spojené království) je britský herec, rapper a aktivista. Za své herecké výkony získal cenu Emmy a obdržel nominace na Zlatý glóbus a tři ceny British Independent Film Awards. Známým se stal výkony v nezávislých filmech The Road to Guantanamo (2006), Shifty (2008), Čtyři lvi (2010), Trishna (2011), Ill Manors (2012) a Váhavý fundamentalista (2013) a rolemi v televizních seriálech a filmech jako Britz (2007) a Dead Set (2008). Zlom v kariéře však nastal s filmem z roku 2014 Slídil.
V roce 2016 si zahrál v akčním filmu Jason Bourne a akčním filmu Rogue One: Star Wars Story. Ve stejném roce si zahrál hlavní roli v minisérii Jedna noc. Za svůj herecký výkon získal cenu Emmy. Další nominaci na Emmy získal za svůj výkon v hostující roli seriálu Girls. V roce 2018 si zahrál v superhrdinském filmu Venom.
Jako raper je členem skupiny Swet Shop Boys, kteří vydali alba Microscope a Cashmere. Se skladbou „Immigrants (We Get the Job Done)“ získal cenu MTV Video Music Awards.
V roce 2017 byl magazínem Time začleněn do žebříčku TOP 100 nejvlivnějších lidí světa.

## Filmografie

### Film
| Rok  | Název                      | Role                 | Poznámky                                 |
| ---- | -------------------------- | -------------------- | ---------------------------------------- |
| 2006 | The Road to Guantanamo     | Shafiq               |                                          |
| 2008 | Shifty                     | Shifty               |                                          |
| 2008 | Baghdad Express            | Talal                | krátkometrážní film                      |
| 2009 | Rage                       | Vijay                |                                          |
| 2010 | Čtyři lvi                  | Omar                 |                                          |
| 2010 | Centurion                  | Tarak                |                                          |
| 2011 | Černé zlato                | Ali                  |                                          |
| 2011 | Trishna                    | Jay                  |                                          |
| 2012 | Ill Manors                 | Aaron                |                                          |
| 2012 | Váhavý fundamentalista     | Changez Khan         |                                          |
| 2013 | Uzavřený kruh              | Nazrul Sharma        |                                          |
| 2013 | Out of Darkness            | Muž                  | krátkometrážní film                      |
| 2014 | Daytimer                   | —                    | režisér a scenárista krátkometrážní film |
| 2014 | Slídil                     | Rick                 |                                          |
| 2016 | Jason Bourne               | Aaron Kalloor        |                                          |
| 2016 | Una                        | Scott                |                                          |
| 2016 | City of Tiny Lights        | Tommy Akhtar         |                                          |
| 2016 | Rogue One: Star Wars Story | Bodhi Rook           |                                          |
| 2018 | The Sisters Brothers       | Hermann Kermit Warm  |                                          |
| 2018 | Venom                      | Carlton Drake / Riot |                                          |
| 2019 | Sound of Metal             | Rubin Stone          |                                          |
| 2019 | Tenki no ko                | Takai (hlas)         | anglický dabing                          |
| 2020 | Mogul Mowgli               | Zed                  |                                          |

### Televize
| Rok  | Název               | Role          | Poznámky                        |
| ---- | ------------------- | ------------- | ------------------------------- |
| 2006 | Po stopách 11. září | Yosri         | 2 díly                          |
| 2006 | Berry's Way         | Amir          | TV film                         |
| 2007 | Britz               | Sohail Wahid  | 2 díly                          |
| 2008 | Wired               | Manesh Kunzru | 3 díly                          |
| 2008 | Dead Set            | Riq           | 5 dílů                          |
| 2009 | Freefall            | Gary          | TV film                         |
| 2011 | The Fades           | Neil          | neprodaný televizní pilotní díl |
| 2016 | Jedna noc           | Nasir Khan    | mini-série, 8 dílů              |
| 2016 | OA                  | Elias Rahim   | 4 díly                          |
| 2017 | Girls               | Paul-Louis    | 2 díly                          |